# Megalurus
Megalurus è un genere di uccelli passeriformi appartenenti alla famiglia Locustellidae. Il genere è distribuito in tutta l'Asia e l'Oceania, dalla Cina settentrionale e dal Giappone, all'India a ovest e all'Australia a sud, arrivando fino alla Nuova Zelanda. La maggior parte delle sue specie si trova in tutto o in parte ai tropici.
Il genere Megalurus comprendeva in passato altre specie ed era classificato nella famiglia Sylviidae, malgrado ciò uno studio filogenetico molecolare completo della famiglia di uccelli erbivori Locustellidae, pubblicato nel 2018, ha rilevato che Megalurus non è un genere monofiletico e, nella riorganizzazione che ne è derivata, cinque specie sono state spostate nel risorto genere Poodytes e altre quattro specie sono state spostate in Cincloramphus, lasciando una sola specie nel genere Megalurus: il Megalurus palustris.

## Megalurus palustris
Il Megalurus palustris è una specie rumorosa e appariscente con un areale di distribuzione estremamente vasto. La tendenza della popolazione non è nota, ma non si ritiene che stia diminuendo abbastanza rapidamente da potersi considerare a rischio.